# Prionoglarididae
Prionoglarididae es una familia de insectos en Psocodea, piojos de la corteza, que se caracterizan por la reducción o simplificación de la lacinia en los adultos y la forma especializada de los genitales del macho. Contiene un género de animales, Neotrogla, en el cual las hembras poseen un órgano similar a un pene y adoptan el rol sexual propio de un macho.
Prionoglarididae incluye unos 9 géneros con más de 20 especies descriptas.  Habitan en zonas de Europa, Afganistán, Namibia, y los Estados Unidos.

## Géneros
Estos ocho géneros pertenecen a la familia Prionoglarididae:
- Afrotrogla Lienhard, 2007
- Neotrogla Lienhard, Oliveira do Carmo & Lopes Ferreira, 2010
- Prionoglaris Enderlein, 1909
- Sensitibilla Lienhard, 2000
- Siamoglaris Lienhard, 2004
- Speleketor Gurney, 1943
- Speleopsocus Lienhard, 2010
- † Palaeosiamoglaris Azar, Huang & Nel, 2017